# Yannick Vergara
Yannick Vergara Villafáfila (Baracaldo, 23 de mayo de 1983) es una actriz española.

## Carrera

### Teatro
- La posadera
- Caricias
- Monólogos de Shakespeare
- Mozart andante
- Duelo de ángeles y demonios
- Tres hermanas
- Homenaje a Khalil
- La boda de la ballena
- ¿Te acuerdas abuela?

### Televisión
- Goenkale (2005-2008)
- Vaya semanita
- Qué vida más triste

### Cine
- Quiero dormir
- Bye, bye baby (cortometraje, 2005)
- Hiriko zuhaitzak
- Menú para tres (cortometraje, 2005)
- Los héroes olvidados

### Radio
- Asesinato en Nochevieja (2016), de Ernesto Fucile.